# Ordfører
Ordfører bruges i Rigsdags- og Folketingssproget om den, hvem det i et udvalg eller en komité overdrages at affatte og forsvare udvalgets betænkning over et lovforslag med de dertil af udvalget knyttede ændringsforslag. Er der et betydeligt mindretal om væsentlige punkter af betænkningen, optræder der ikke sjælden såvel en flertals- som en mindretalsordfører. Også ved forelæggelsen af private lovforslag, der forelægges af et større antal medlemmer, vil en enkelt af disse fungere som ordfører. Dette har bl.a. betydning efter Folketingets forretningsorden, idet en ordfører er undtaget fra reglen om, at ved et lovforslags 1. behandling ingen må tale mere end to gange uden tingets samtykke.
I Norge er ordfører benævnelsen på den, som står i spidsen for et kommunestyre, en borgmester. — For enhver sag, som skal behandles i Stortinget, vælger vedkommende fagkomité inden sin midte en ordfører. Han er den ledende ved sagens udredning, han skriver indstillingen og er den nærmeste til at forsvare denne under behandlingen af sagen i Stortingsmødet; derfor har han også ifølge stortingets reglement adgang til at få ordet flere gange i samme debat end de øvrige medlemmer.